# Enter (musikalbum)
Enter är Within Temptations debutalbum, utgivet den 6 april 1997. Det är mer melankoliskt än senare album, och mer i stil med gothic metal. Alla låtarna på albumet är skrivna av Sharon den Adel och Robert Westerholt men "Restless" är skriven av Sharon den Adel, Robert Westerholt och Martijn Westerholt och "Blooded" är skriven av Robert Westerholt.

## Låtlista
1. Restless - 6:08
2. Enter - 7:15
3. Pearls Of Light - 5:15
4. Deep Within med George Oosthoek - 4:30
5. Gatekeeper - 6:43
6. Grace - 5:10
7. Blooded - 3:38
8. Candles - 7:07

## Singel
- Restless

## Medverkande
- Sharon den Adel - sång
- Robert Westerholt - gitarr, growl
- Martijn Westerholt - klaviatur
- Michiel Papenhove - gitarr
- Jeroen van Veen - elbas
- Ciro Palma - trummor